# Ҿ
Ҿ (minuskule ҿ) je písmeno cyrilice. Je používáno pouze v abcházštině. Jeho tvar je v minuskulní i majuskulní variantě podobný minuskuli písmena Е. Písmeno je variantou písmena Ҽ. V abcházštině písmeno Ҿ zachycuje hlásku [ʈ͡ʂʼ].

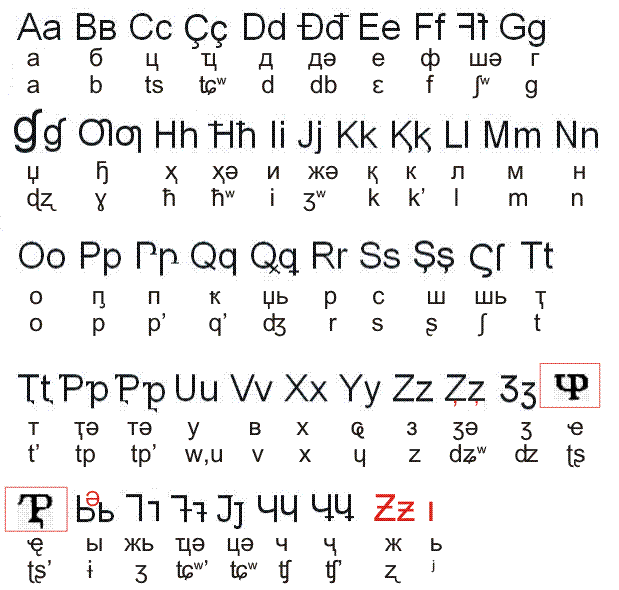
Abeceda N. F. Jakovleva. Písmeno odpovídající písmenu Ҿ na spodním řádku vlevo v červeném rámečku

V původní psané verzi abchazské azbuky navržené Peterem von Uslar je písmeno odpovídající písmenu Ҿ zapisováno jako Ҽ̆, v tiskové verzi azbuky po úpravách provedených M. R. Zavadským mu odpovídalo písmeno Ꚇ̆, v tiskové verzi azbuky navržené komisí pro překlady je opět zapisováno jako Ҽ̆. V době, kdy byla abcházština zapisována gruzínským písmem, písmenu Ҿ odpovídala spřežka ჭჾ, v latinské abecedě N. J. Marra písmenu Ҿ odpovídalo písmeno ṯ̣. V abecedě N. F. Jakovleva písmenu Ҿ odpovídalo písmeno vzhledově připomínající kombinaci písmen P a T s připojenou nožičkou napravo.